# Repičnjak
Repičnjak (poveska, povezka; lat. Rapistrum), maleni biljni rod iz porodice krstašica rasprostranjen u srednjoj i istočnoj Europi, Mediteranu, zapadnoj (uključujući Kavkaz) i Srednjoj Aziji.
Pripadaju mu dvije vrste, obje rastu i u Hrvatskoj.

## Vrste
1. Rapistrum perenne (L.) All., trajni repičnjak
2. Rapistrum rugosum (L.) All., naboran repičnjak, jednogodišnja invazivna biljka

## Sinonimi
- Arthrolobus Andrz. ex DC.; Syst. 2: 430 (1821)
- Rapistrella Pomel; Mat. Fl. Atl. 11 (1860)
- Schrankia Medik.; Pfl.-Gatt.: 42 (1792), non Schranckia J.F.Gmel.
- Sphaerularia Heist.; Syst. 9 (1748), pre-Linne